# Добротин, Сергей Фёдорович
Серге́й Фёдорович Добро́тин (24 сентября 1854 — после 1918) — русский генерал, герой русско-японской и Первой мировой войн, кавалер ордена Святого Георгия 4-й и 3-й степеней, а также Георгиевского оружия с бриллиантами.

## Биография
Православный. Сын личного дворянина.
Окончил 1-й Московский кадетский корпус (1870) и Московское пехотное юнкерское училище (1874), выпущен прапорщиком в 103-й пехотный Петрозаводский полк.
Чины: подпоручик (1876), поручик (1877), штабс-капитан (1882), капитан (1887), подполковник (1893), полковник (за отличие, 1901), генерал-майор (за боевые отличия, 1905), генерал-лейтенант (за отличие, 1914), генерал от инфантерии (1915).
В составе Петрозаводского полка участвовал в русско-турецкой войне 1877—1878 годов.
Командовал ротой и батальоном полка, заведовал полковым хозяйством. В 1902—1904 годах командовал 12-м Барнаульским резервным батальоном.
В русско-японскую войну командовал 12-м пехотным Сибирским Барнаульским полком, в который был развернут батальон. В сражении на реке Шахэ без артиллерии прикрывал отступление соседних частей, при этом получил сквозное ранение в правое плечо, но остался в строю до конца боя. За бой под Дашичао был награждён орденом Святого Георгия 4-й степени
За то, что во время 16-ти-часового боя 17 июля 1904 года, несмотря на сильнейший артиллерийский и ружейный огонь, отбил четыре атаки японцев, проявляя удивительное хладнокровие, мужество и распорядительность, причем под его начальством полк несколько раз бросался в штыки.
В сражении под Мукденом был ранен во второй раз: шрапнель попала в голову. В результате этого ранения Добротин лишился правого глаза и был эвакуирован в Россию.
В 1905—1906 годах находился в распоряжении командующего войсками Киевского военного округа, затем командовал 3-й стрелковой бригадой (1906—1914).
3 мая 1914 года назначен начальником 44-й пехотной дивизии, с которой вступил в Первую мировую войну и участвовал в боевых действиях на Юго-Западном фронте. За отличия в бою под селом Радостав 25 августа 1914 года получил Георгиевское оружие с бриллиантами (1915), также был награждён орденом Святого Георгия 3-й степени
За то, что с 5-го по 22-е Октября 1914 года, выдержав ряд ураганных и кровопролитных боев, переправившись через р. Сан у посада Ниско, прорвал фронт противника, расположенный на р. Сан, чем и вызвал начало общего наступления его
В апреле 1915 был назначен командиром 33-го армейского корпуса, а в сентябре того же года — инспектором стрелковой части в войсках.
После революции эмигрировал. В честь генерала Добротина был назван Добротинский переулок в Барнауле, после революции переименованный в Трудовой.
Cкончался в Петрограде 2 октября 1919 г. от крупозного воспаления лёгких.

## Воспоминания современников
Упоминается в книге В. А. Апушкина «Мищенко: из воспоминаний о Русско-Японской войне»:

В атмосфере поражений и отступлений он сумел поддержать бодрость духа полка и смело водил его в атаки. Заслужив уважение офицеров и солдат Д. вызывал в своих подчинённых желание работать не за страх, а за совесть, служа сам всегда примером. Вера в него офицера и солдата была велика, и там, где был Д., по их мнению, не может быть поражения.

## Награды

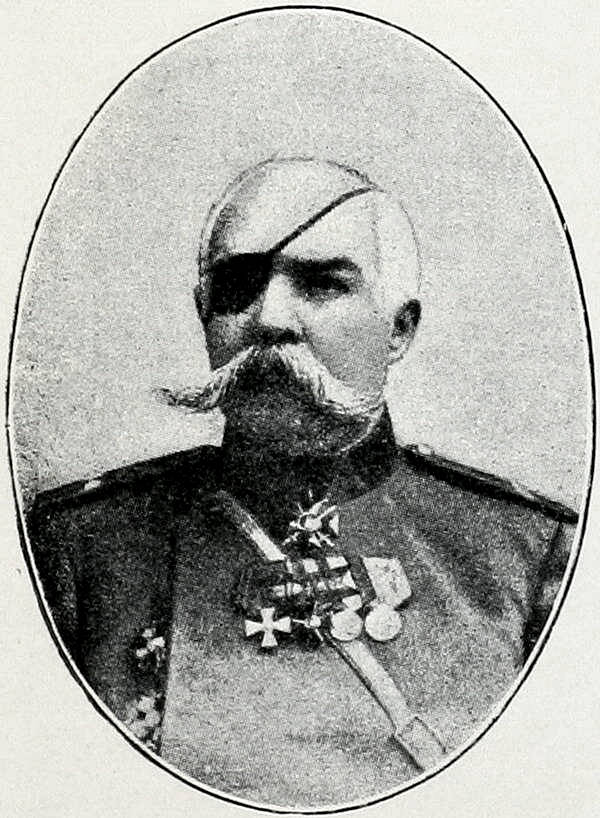
Фото из «Военной энциклопедии»

- Орден Святого Владимира 3-й ст. с мечами (ВП 11.09.1904)
- Орден Святого Георгия 4-й ст. (ВП 13.02.1905)
- Золотое оружие «За храбрость» (ВП 12.05.1905)
- Орден Святого Станислава 1-й ст. (1908)
- Орден Святой Анны 1-й ст. (ВП 18.07.1912)
- Орден Святого Георгия 3-й ст. (ВП 08.02.1915)
- Георгиевское оружие с бриллиантами (ВП 20.02.1915)